# 田辺福麻呂
田辺 福麻呂（たなべ/たのべ の さきまろ、生没年不詳）は、奈良時代の下級官人。万葉歌人。姓は史（ふひと）。

## 経歴
田辺氏（田辺史）は百済系渡来氏族で、西文氏のもとで文筆・記録の職掌についた史部の一族と想定される。百済系渡来氏族であるが、百済に帰化した日本人（百済帰化の日系氏族帰国者）とみられ、『日本書紀弘仁私記』序に載る弘仁年間流布した民間の氏族書『諸藩雑姓記』に田辺氏（田辺史）、上毛野公らが載っていることに対して、『日本書紀弘仁私記』序では「己等祖是貴国将軍上野公竹合也」と載せ、祖が日本人であり『諸藩雑姓記』に載せて諸蕃とすることは誤りとする注を付し、祖が日本人であることを根拠とした日系人という考え方を示している。
天平20年（748年）、造酒司の令史のとき、橘諸兄の使者として越中守・大伴家持のもとを訪れ、ここに新しき歌を作り、幷せて便ち古詠を誦（よ）み、各（おのもおのも）心緒（おもひ）を延ぶ」とある。また、越中掾の久米広縄の館でも饗宴を受け、歌を詠んだともある。福麻呂の和歌作品は『万葉集』に44首が収められている。巻18に短歌13首があり、巻6・巻9にある長歌10首とその反歌21首は「田辺福麻呂の歌集に出づ」とある。それらの歌は用字・作風などから福麻呂の作と見られている。
鹿持雅澄の『万葉集古義』によると、「契沖、福麻呂は難波が子などにもや有けむ。(略）左大臣の家令なるべしと云り」とある。